# البینو (نیوجرسی)
البینو، نیوجرسی (به انگلیسی: Albion, New Jersey) یک منطقهٔ مسکونی در ایالات متحده آمریکا است که در نیوجرسی واقع شده‌است.

## خصوصیات
البینو ۴۳ متر بالاتر از سطح دریا واقع شده‌است.